# Kamer van volksvertegenwoordigers (samenstelling 1870-1874)
De 13de legislatuur van de Belgische Kamer van volksvertegenwoordigers liep van 8 augustus 1870 tot 23 mei 1874.
Tijdens deze legislatuur waren achtereenvolgens de regering-D'Anethan (juli 1870 - december 1871) en de regering-Malou I (december 1871 - maart 1878) in functie, beiden katholieke meerderheden.

## Verkiezingen
De Kamer van volksvertegenwoordigers telde toen 124 leden. Het nationale kiesstelsel was in die periode gebaseerd op cijnskiesrecht, volgens een systeem van een meerderheidsstelsel, gecombineerd met een districtenstelsel. Iedere Belg die ouder dan 25 jaar was en een bepaalde hoeveelheid cijns betaalde, kreeg stemrecht. Hierdoor was er een beperkt kiezerskorps.
De reguliere gedeeltelijke vernieuwing in juni 1870 zorgde voor een gelijk aantal zetels voor liberalen en katholieken, elk 61. Daarom werden nieuwe verkiezingen uitgeschreven om de Kamer volledig te vernieuwen. Deze legislatuur volgde dus uit de verkiezingen van 2 augustus 1870. Bij deze verkiezingen werden 124 parlementsleden in alle kieskringen verkozen.
Op 11 juni 1872 vonden tussentijdse verkiezingen plaats, waarbij 62 van de 124 parlementsleden verkozen werden. Dit was het geval in de kieskringen Antwerpen, Mechelen, Turnhout, Brussel, Nijvel, Leuven, Brugge, Veurne, Kortrijk, Ieper, Tielt, Roeselare, Oostende, Diksmuide, Aarlen, Marche, Virton, Bastenaken, Neufchâteau, Namen, Philippeville en Dinant.

## Zittingen
In de 13de zittingsperiode (1870-1874) vonden zes zittingen plaats. Van rechtswege kwamen de Kamers ieder jaar bijeen op de tweede dinsdag van november.
| Zitting               | Opening          | Sluiting          |
| --------------------- | ---------------- | ----------------- |
| buitengewone zitting  | 8 augustus 1870  | 22 september 1870 |
| 2de zitting 1870-1871 | 8 november 1870  | 26 juli 1871      |
| 3de zitting 1871-1872 | 14 november 1871 | 17 mei 1872       |
| 4de zitting 1872-1873 | 12 november 1872 | 12 augustus 1873  |
| 5de zitting 1873-1874 | 11 november 1873 | 20 mei 1874       |

De legislatuur werd op dinsdag 8 augustus 1870 geopend met een Troonrede van Koning Leopold II voor de Verenigde Kamers, waarin hij een toespraak gaf over de Belgische houding in de Frans-Duitse Oorlog en zijn hoop uitsprak dat België zijn neutraliteit in dit conflict niet geschonden zou zien.
Na de toespraak werd de zitting van de Kamer geopend onder voorzitterschap van ouderdomsdeken Théodore Van der Donckt.

## Samenstelling
| Begin legislatuur (1870) | Begin legislatuur (1870) | Begin legislatuur (1870) | Einde legislatuur (1874) | Einde legislatuur (1874) | Einde legislatuur (1874) |
| Fractie                  | Fractie                  | Zetels                   | Fractie                  | Fractie                  | Zetels                   |
| ------------------------ | ------------------------ | ------------------------ | ------------------------ | ------------------------ | ------------------------ |
|                          | Katholieken              | 74                       |                          | Katholieken              | 76                       |
|                          | Liberalen                | 50                       |                          | Liberalen                | 48                       |

Wijzigingen in fractiesamenstelling:
- Bij de periodieke verkiezingen van 1872 verliezen de liberalen twee zetels ten voordele van de katholieken.

## Lijst van de volksvertegenwoordigers
| Volksvertegenwoordiger                | Partij    | Kieskring     | Opmerkingen |
| ------------------------------------- | --------- | ------------- | --- |
| Alfred Guyot                          | Katholiek | Antwerpen     | Vervangt vanaf 11 november 1873 de overleden Louis Gerrits. |
| Edward Coremans                       | Katholiek | Antwerpen     | |
| Victor Jacobs                         | Katholiek | Antwerpen     | |
| Eugène Meeus                          | Katholiek | Antwerpen     | Vervangt vanaf 12 november 1872 Edouard Haÿez, die niet meer opkwam bij de tussentijdse verkiezingen. |
| Jan De Laet                           | Katholiek | Antwerpen     | |
| Eugène de Decker                      | Katholiek | Antwerpen     | Vervangt vanaf 11 november 1873 Charles-François d'Hane de Steenhuyse, die om persoonlijke redenen ontslag neemt. |
| Louis Lefebvre                        | Katholiek | Mechelen      | |
| Jean Notelteirs                       | Katholiek | Mechelen      | |
| Eugène de Kerckhove                   | Katholiek | Mechelen      | |
| Alphonse Nothomb                      | Katholiek | Turnhout      | |
| Jean-Baptiste Coomans                 | Katholiek | Turnhout      | |
| Eugène de Zerezo de Téjada            | Katholiek | Turnhout      | Quaestor. |
| Pierre Van Humbeeck                   | Liberaal  | Brussel       | Ondervoorzitter tot 9 november 1870. |
| Jules Guillery                        | Liberaal  | Brussel       | |
| Auguste Orts                          | Liberaal  | Brussel       | |
| Antoine Dansaert                      | Liberaal  | Brussel       | Vervangt vanaf 9 augustus 1870 Charles De Rongé, die bij de algemene verkiezingen van augustus 1870 niet meer opkwam. |
| Jean-François Vleminckx               | Liberaal  | Brussel       | |
| Jules Anspach                         | Liberaal  | Brussel       | |
| Adolphe Demeur                        | Liberaal  | Brussel       | Vervangt vanaf 9 augustus 1870 Joseph Watteeu, die op 22 juni 1870 overleed. |
| Henri Bergé                           | Liberaal  | Brussel       | Vervangt vanaf 9 augustus 1870 François Broustin, die bij de algemene verkiezingen van augustus 1870 niet meer opkwam. |
| Gustave Jottrand                      | Liberaal  | Brussel       | Vervangt vanaf 9 augustus 1870 Louis Hymans, die bij de algemene verkiezingen van augustus 1870 niet meer opkwam. |
| Alexandre Jamar                       | Liberaal  | Brussel       | |
| Auguste Couvreur                      | Liberaal  | Brussel       | |
| Louis Defré                           | Liberaal  | Brussel       | |
| Ghislain Funck                        | Liberaal  | Brussel       | |
| Edouard Wouters                       | Katholiek | Leuven        | Secretaris. |
| Charles Delcour                       | Katholiek | Leuven        | |
| François Schollaert                   | Katholiek | Leuven        | Ondervoorzitter vanaf 15 november 1871. |
| Théodore Smolders                     | Katholiek | Leuven        | Vervangt vanaf 8 juli 1873 de overleden Louis Landeloos. |
| Joseph-Adrien Beeckman                | Katholiek | Leuven        | |
| Alexandre de Vrints Treuenfeld        | Liberaal  | Nijvel        | Secretaris tot 15 november 1871. |
| Adolphe Le Hardy de Beaulieu          | Liberaal  | Nijvel        | |
| Charles Snoy                          | Katholiek | Nijvel        | Quaestor. Snoy vervangt vanaf 11 augustus 1870 Guillaume Nélis (Liberaal), die bij de algemene verkiezingen van augustus 1870 niet herkozen raakte. |
| Léon T'Serstevens                     | Katholiek | Nijvel        | Vervangt vanaf 12 november 1872 François Mascart (Liberaal), die bij de tussentijdse verkiezingen niet herkozen raakte. |
| Amedée Visart de Bocarmé              | Katholiek | Brugge        | |
| Charles-Julien van Outryve d'Ydewalle | Katholiek | Brugge        | Vervangt vanaf 9 augustus 1870 Adolphe de Vrière (Liberaal), die bij de algemene verkiezingen van augustus 1870 opkwam voor de Senaat. |
| Emile De Clercq                       | Katholiek | Brugge        | |
| Désiré de Haerne                      | Katholiek | Kortrijk      | |
| Pierre Tack                           | Katholiek | Kortrijk      | Ondervoorzitter vanaf 15 november 1871. |
| Auguste Reynaert                      | Katholiek | Kortrijk      | Secretaris. |
| Jean-Ignace Van Iseghem               | Liberaal  | Oostende      | |
| Théophile de Lantsheere               | Katholiek | Diksmuide     | Vervangt vanaf 12 november 1872 Theodore Rembry, die niet meer opkwam bij de tussentijdse verkiezingen. Rembry verving vanaf 11 augustus 1870 Gustave De Breyne (Liberaal), die bij de algemene verkiezingen van augustus 1870 niet herkozen raakte.                                                               |
| Léon Visart de Bocarmé                | Katholiek | Veurne        | Vervangt vanaf 10 augustus 1870 Edouard Bieswael (Liberaal), die bij de algemene verkiezingen van augustus 1870 niet herkozen raakte. |
| Gustave de Mûelenaere                 | Katholiek | Tielt         | |
| Adile Eugène Mulle de ter Schueren    | Katholiek | Tielt         | |
| Barthélémy Dumortier                  | Katholiek | Roeselare     | |
| Alberic Descantons de Montblanc       | Katholiek | Roeselare     | |
| Pierre Biebuyck                       | Katholiek | Ieper         | Vervangt Pierre Beke (Liberaal), die bij de algemene verkiezingen van augustus 1870 niet herkozen raakte. |
| Félix Berten                          | Katholiek | Ieper         | Vervangt vanaf 14 november 1871 de overleden Charles-Louis Van Renynghe. Van Renynghe verving Jules Van Merris (Liberaal), die bij de algemene verkiezingen van augustus 1870 niet herkozen raakte. |
| Alphonse Vandenpeereboom              | Liberaal  | Ieper         | |
| Jean De Naeyer                        | Katholiek | Aalst         | Ondervoorzitter tot 15 november 1871. |
| Victor Van Wambeke                    | Katholiek | Aalst         | |
| Charles Verbrugghen                   | Katholiek | Aalst         | Vervangt vanaf 21 juli 1871 de overleden Albert Liénart. |
| Léon Victor Jean Thienpont            | Katholiek | Oudenaarde    | |
| Théodore Van der Donckt               | Katholiek | Oudenaarde    | |
| Yves Magherman                        | Katholiek | Oudenaarde    | |
| Josse Delehaye                        | Katholiek | Gent          | |
| Léon de Moerman d'Harlebeke           | Katholiek | Gent          | |
| Philippe Kervyn de Volkaersbeke       | Katholiek | Gent          | |
| Louis Drubbel                         | Katholiek | Gent          | Vervangt vanaf 9 augustus 1870 Charles de Kerchove de Denterghem (Liberaal), die bij de algemene verkiezingen van augustus 1870 niet herkozen werd. |
| Alexandre Cruyt                       | Katholiek | Gent          | |
| Séraphin De Smet                      | Katholiek | Gent          | |
| Pierre de Baets                       | Katholiek | Gent          | Vervangt vanaf 9 augustus 1870 Jean Casier, die bij algemene verkiezingen van augustus 1870 verkozen werd tot senator. |
| Joseph Kervyn de Lettenhove           | Katholiek | Eeklo         | |
| Theodoor Janssens                     | Katholiek | Sint-Niklaas  | |
| Stanislas Verwilghen                  | Katholiek | Sint-Niklaas  | |
| Isidore Van Overloop                  | Katholiek | Sint-Niklaas  | |
| Constantin Van Cromphaut              | Katholiek | Dendermonde   | |
| Charles Vermeire                      | Katholiek | Dendermonde   | |
| Gustave Vanden Steen                  | Katholiek | Dendermonde   | Vervangt vanaf 11 augustus 1870 François van den Broucke de Terbecq, die op 4 juli 1870 overleed. |
| Eudore Pirmez                         | Liberaal  | Charleroi     | |
| Eugène Charles de Dorlodot            | Katholiek | Charleroi     | Vervangt vanaf 11 augustus 1870 Gustave Sabatier (Liberaal), die bij de algemene verkiezingen van augustus 1870 niet herkozen raakte. |
| Charles Emile Balisaux                | Katholiek | Charleroi     | |
| Albert Hermant                        | Katholiek | Charleroi     | Vervangt vanaf 9 augustus 1870 Dominique Jonet (Liberaal), die bij de algemene verkiezingen van augustus 1870 niet herkozen raakte. |
| Adolphe Drion du Chapois              | Katholiek | Charleroi     | |
| Charles-Xavier Sainctelette           | Liberaal  | Bergen        | |
| Marius Boulenger                      | Liberaal  | Bergen        | |
| Léon Defuisseaux                      | Liberaal  | Bergen        | |
| Alfred Dethuin                        | Liberaal  | Bergen        | |
| Arthur Lescarts                       | Liberaal  | Bergen        | Vervangt vanaf 9 augustus 1870 Hubert Dolez, die bij de algemene verkiezingen van augustus 1870 niet meer opkwam. |
| Ernest Boucquéau                      | Katholiek | Zinnik        | |
| Henri Ansiau                          | Liberaal  | Zinnik        | |
| Léon Houtart                          | Liberaal  | Zinnik        | |
| Jules Bara                            | Liberaal  | Doornik       | |
| Charles Rogier                        | Liberaal  | Doornik       | |
| Louis Crombez                         | Liberaal  | Doornik       | |
| Henri Julien Allard                   | Liberaal  | Doornik       | |
| Joseph Jules Descamps                 | Liberaal  | Aat           | |
| Henri Bricoult                        | Liberaal  | Aat           | |
| Albert Puissant                       | Liberaal  | Thuin         | Vervangt vanaf 10 augustus 1870 Jean-Baptiste T'Serstevens, die bij de algemene verkiezingen van augustus 1870 niet meer opkwam. |
| Arthur Warocqué                       | Liberaal  | Thuin         | |
| Gustave Hagemans                      | Liberaal  | Thuin         | Secretaris vanaf 15 november 1871. |
| Ferdinand de Macar                    | Liberaal  | Hoei          | |
| Gustave de Lhoneux                    | Katholiek | Hoei          | Vervangt vanaf 11 augustus 1870 Edouard Preud'homme (Liberaal), die bij de algemene verkiezingen van augustus 1870 niet herkozen raakte. |
| Emile De Lexhy                        | Liberaal  | Borgworm      | |
| Walthère Frère-Orban                  | Liberaal  | Luik          | |
| Dieudonné Mouton                      | Liberaal  | Luik          | |
| Julien d'Andrimont                    | Liberaal  | Luik          | |
| Fernand de Rossius                    | Liberaal  | Luik          | |
| Emile Dupont                          | Liberaal  | Luik          | |
| Clément Müller                        | Liberaal  | Luik          | |
| Émile Jamar                           | Liberaal  | Luik          | Vervangt vanaf 11 juli 1873 de overleden Jacques Nicolas Elias. |
| Jean Piedboeuf                        | Liberaal  | Luik          | Vervangt vanaf 20 maart 1872 Frédéric Braconier, die lid wordt van de Belgische Senaat. |
| Alfred Simonis                        | Katholiek | Verviers      | |
| Prosper Cornesse                      | Katholiek | Verviers      | |
| Victor David                          | Liberaal  | Verviers      | Vervangt vanaf 9 augustus 1870 Ferdinand Bleyfuesz (Katholiek), die bij de algemene verkiezingen van augustus 1870 niet herkozen werd. |
| Barthélémy de Theux de Meylandt       | Katholiek | Hasselt       | |
| Joseph Thonissen                      | Katholiek | Hasselt       | |
| Charles Vilain XIIII                  | Katholiek | Maaseik       | Parlementsvoorzitter tot 26 juli 1871. |
| François de Borchgrave d'Altena       | Katholiek | Tongeren      | Secretaris. |
| Louis Julliot                         | Katholiek | Tongeren      | |
| Emile Van Hoorde                      | Katholiek | Bastenaken    | Vervangt vanaf 9 augustus 1870 Hubert Schmitz (Liberaal), die bij de algemene verkiezingen van augustus 1870 niet herkozen raakte. |
| Victor Tesch                          | Liberaal  | Aarlen        | |
| Jules Pety de Thozée                  | Katholiek | Marche        | Vervangt vanaf 9 augustus 1870 Léon Orban (Liberaal), die bij de algemene verkiezingen van augustus 1870 niet herkozen raakte. |
| Edouard Santkin                       | Katholiek | Neufchâteau   | Vervangt vanaf 9 augustus 1870 Charles Camille Castilhon (Liberaal), die bij de algemene verkiezingen van augustus 1870 niet herkozen raakte. |
| Albert de Briey                       | Katholiek | Virton        | Vervangt vanaf 12 november 1872 Philippe Bouvier (Liberaal), die bij de tussentijdse verkiezingen niet herkozen raakte. |
| Georges de Baillet Latour             | Liberaal  | Philippeville | |
| Stéphane Mineur                       | Liberaal  | Philippeville | Vervangt vanaf 12 november 1872 Hubert Brasseur, die bij de tussentijdse verkiezingen niet meer opkwam. Brasseur verving vanaf 16 augustus 1870 Edouard Lambert, die in eerste instantie werd herkozen bij de algemene verkiezingen van augustus 1870, maar wiens verkiezing uiteindelijk ongeldig werd verklaard. |
| Xavier Victor Thibaut                 | Katholiek | Dinant        | Ondervoorzitter van 9 november 1870 tot 15 november 1871 en parlementsvoorzitter vanaf 15 november 1871. |
| Hadelin de Liedekerke Beaufort        | Katholiek | Dinant        | |
| François Moncheur                     | Katholiek | Namen         | |
| Xavier Lelièvre                       | Katholiek | Namen         | |
| Auguste Royer de Behr                 | Katholiek | Namen         | |
| Armand Wasseige                       | Katholiek | Namen         | |